# 久美子の家
久美子の家（くみこのいえ）は、インドバラナシにあるバックパッカー向けのゲストハウス。「クミコハウス」とも呼ばれる

## 概要
1977年頃に26歳でインド人と結婚し、インドに渡ったガンゴパダヤイ久美子が、1982年頃にバラナシのガンジス川に面する3階建ての自宅を改修し、安宿として開業。現在も一泊100ルピーの安価な相部屋のゲストハウスとして国内外のバックパッカーに知られた存在。1990年代には最盛期を迎え、一晩に60名ほどの日本人宿泊客があったが、2017年現在では日本人客は激減し、各国合わせても一晩10名ほどの宿泊客にとどまり、中国人や韓国人が主体となる。
東京出身のガンゴパダヤイ久美子は訪日中だった芸術家の夫と知り合い1977年に結婚しバラナシに移住。インド人に毎日のように騙され疲れていた際に、宿にすれば日本人と話せて寂しくないという夫の提案により宿を開業。夫のシャンティは、日本政府によりインド更紗の専門家として招待され八王子の研究所で色の研究をしていた。夫とは八王子在住の久美子の食料品店の実家の客として知り合う
開業後は、ガンガーから朝日が見える日本人経営者の宿として、「日本人宿」の草分け的存在となる。多くの旅行雑誌、ガイド本、旅行記や漫画にも取り上げられ、1996年から始まった猿岩石が出演する人気テレビ番組『進め!電波少年』の中のヒッチハイク旅の企画の影響で最盛期を迎える。久美子はこの頃、猿岩石の真似をし危険を伴うヒッチハイクをする若者を止める立場に回った。
その後、日本では少子化や若者のライフスタイルの急激な変化で旅行者が激減する一方、低価格でより設備の整った宿が急速に増えたため、宿泊客は減少。夫は2017年1月16日に他界。インドへ渡って以来、久美子は出産後一度日本へ帰っただけで、その後は一度も日本へは帰国していない。インドでは1-2か月家を空けると、鍵を壊され他者により占有され、帰宅した際には銃で出て行けと脅されることがあるためだという。出産後の日本帰国の際には、近所の医師に留守番を依頼したところ、インドに戻った際にはその医師らが立ち退いてくれなくなった。そのため、3か月分の次の借家の家賃を支払って退去してもらったとおうエピソードを披露している。久美子は、インドでは、常に神経を使っていないと気を許すと騙されたり殺害されることも多いと注意喚起を促している